# Gornozawodskoje
Gornozawodskoje (ros. Горнозаводское) – wieś w Rosji, w Kraju Stawropolskim, w rejonie kirowskim. W 2010 liczyła 2918 mieszkańców.